# Alfametyltiofentanyl
Alfametyltiofentanyl är en kemisk förening med summaformeln C21H28N2OS. Ämnet är ett preparat som tillhör gruppen opioider. Ämnet är en analog till fentanyl.
Preparatet är narkotikaklassat och ingår i förteckningarna N I och N IV i 1961 års allmänna narkotikakonvention, samt i förteckning II i Sverige.

## Identifikatorer
- PubChem 62309
- ChemSpiderID 56104
- InChI 1/C21H28N2OS/c1-3-21(24)23(18-8-5-4-6-9-18)19-11-13-22(14-12-19)17(2)16-20-10-7-15-25-20/h4-10,15,17,19H,3,11-14,16H2,1-2H3
- InChIKey YPOXDUYRRSUFFG-UHFFFAOYAY